# موزه سرگئی پاراجانف

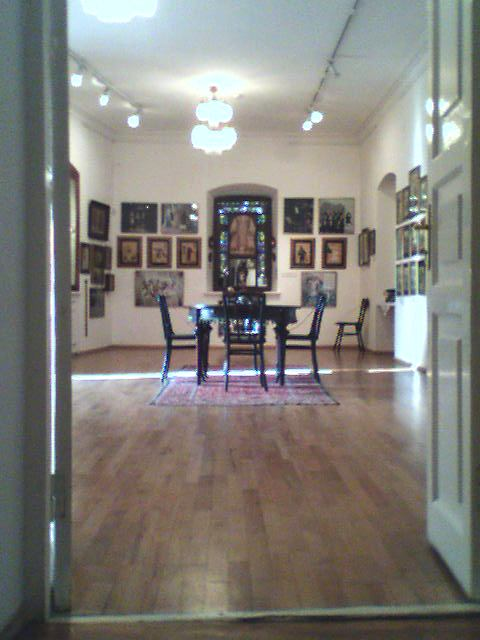
داخل موزه

موزه سرگئی پاراجانف (ارمنی: Սերգեյ Փարաջանովի թանգարան; انگلیسی: Sergei Parajanov Museum) یکی از محبوب‌ترین موزه‌های شهر ایروان می‌باشد که ادای احترامی به سرگئی پاراجانف کارگردان و هنرمند جمهوری سوسیالیستی ارمنستان شوروی است. این موزه بخش مهمی از میراث هنری و ادبی پاراجانف را به نمایش گذاشته است.

## تاریخچه
این موزه زمانی که پاراجانف در سال ۱۹۸۸ به ایروان نقل مکان نمود بنیانگذاری شد. پارجانف شخصاً مکان و (مرکز قوم‌نگاری Dzoragyugh در ایروان) پروژه ساخت موزه را برگزید. به واسطه زمین‌لرزه اسپیتاک و مشکلات اجتماعی-اقتصادی، موزه در ژوئن ۱۹۹۱، یک سال پس از مرگ پاراجانف موزه افتتاح شد.
«زاون سارگسیان» مدیر و مؤسس موزه است.